# Hyperlapse (aplicativo)
Hyperlapse é um aplicativo móvel criado pelo Instagram para a produção de vídeos hyperlapse e time-lapse. Foi lançado em 26 de agosto de 2014. O aplicativo permite aos usuários gravarem vídeos de até 45 minutos de filmagem em uma única tomada, que pode ser logo depois acelerada para criar um efeito cinematográfico de hiperlapse. Enquanto os lapsos de tempo são normalmente produzidos ao se juntarem fotos de câmeras tradicionais, o aplicativo usa um algoritmo de estabilização de imagem para estabilizar a aparência do vídeo, eliminando jitter. Ao contrário do Instagram, o aplicativo não oferece filtros. Em compensação, a única opção de pós-produção à disposição dos usuários é a modificação da velocidade de reprodução, que pode variar de 1x a 40x a sua velocidade normal.
O aplicativo está disponível apenas para os dispositivos iOS, mas o Instagram sugeriu em agosto de 2014 uma versão para Android para ser disponibilizada em um futuro próximo. O videoclipe da banda Fall Out Boy para a canção "Centuries" foi filmado com o Hyperlapse.